# 乘著風
《乘著風》（英語：We Ride）是巴巴多斯唱片歌手蕾哈娜第二张录音室专辑《娜妹天下》中的一首歌曲，由马凯巴·里迪克、米克尔·S·埃里克森和托尔·埃里克·赫尔曼森创作，制作团队操刀制作，2006年8月21日发行，是该唱片的第三首单曲。“乘著風”是一首嘻哈灵魂歌曲，发行后获得了总体上较为正面的专业评价，大部分评价称赞了其轻松而畅快的曲风。
《乘著風》在多个国家进入了排行榜的前四十名，包括澳大利亚、英国以及比利时的法兰德斯和瓦隆地区。在芬兰和新西兰打进了排行榜前十位。虽然这首歌未能成功登上美国告示牌百强单曲榜，但还是在夜店舞曲榜上名列榜首，并且在流行歌曲排行榜上名列第34位。歌曲附带的视频由安东尼·曼德勒执导，拍摄地点包括迈阿密和佛羅里達礁島群。视频中蕾哈娜在多个地点亮相，其中包括海滩、夜总会，还有她与朋友社交互动的镜头。

## 背景与发行
《乘著風》由马凯巴·里迪克、米克尔·S·埃里克森和托尔·埃里克·赫尔曼森创作，埃里克森和赫尔曼森以艺名制作。蕾哈娜在接受音樂電視網的科瑞·莫斯（Corey Moss）采访时透露了选择这首歌作为专辑第三首单面的原因。她表示，自己后并没有询问唱片公司和经理应该选择哪一首歌曲在《罪愛》后发布，而是选择查看ITunes，了解自己的唱片中哪些歌的下载量最大，结果除了主打歌《求救讯号》和第二首歌《罪爱》外，《乘著風》的下载量排在第三位，“我所有在iTunes上提供下载的歌曲中，（《乘著風》）是除《求救讯号》和《罪爱》外受欢迎程度第三高的……这首歌收到了良好的反馈，所以我也决定满足粉丝们的愿望。”《乘著風》是这张专辑发行的第三首单曲，于2006年8月21日通过美国的主流和艺术广播电台发布，再于2006年10月和11月通过CD单曲形式在欧洲部分地区发布，之后又于2006年10月30日在澳大利亚发行了迷你專輯，其中包含有歌曲的混音版，还有同一专辑的前一首单曲《罪爱》。

## 歌词和乐曲
作为一首中等节拍的谣曲，《乘著風》是一首嘻哈灵魂乐风歌曲。根据网站上公布的数字乐谱，《乘著風》为降E大調，拍號为每分钟80拍的中等速度。蕾哈娜在这首歌中的音域最低音为G♯3，最高音为C5。歌曲的器乐曲调中包括钢琴和吉他的部分，这部分内容由提供。
网站的贾兹利·贝斯（Jazzily Bass）评论道，《乘著風》的曲调中采用了青少年风格的音乐，其中的旋律对听众很有吸引力。在接受音樂電視網的科瑞·莫斯采访时，蕾哈娜解释了歌词背后的含义：
《乘著風》讲的是一个男人一遍又一遍地重复说：‘我们开着车，在一起，走向天荒地老’——作出这许多的承诺……然而实际上他承诺的事情都没有做到，这让人感到很忧伤——但是这是夏天，所以他人的看法都不重要，他只是想做自己的事情，与女友一起开开心心地过日子。因为夏天本来就应该是这样的……你所记得的每一个夏天，都会有那么一段恋情，而这段恋情又会有一首歌。所以‘乘著風’就是这样的一首歌。

## 专业评价
音乐评论员对《乘著風》作出了总体较为正面的评价。Allmusic的大卫·杰弗里斯（David Jeffries）称赞歌曲描写了一段美妙的周末邂逅。IGN网站的斯彭斯·指出，这是一首适合人们一边开车一边欣赏的歌曲，其中包含了新千年口头禅式的老生常谈：“我们一直向前开，直到天荒地老。”网站的比尔·兰伯（Bill Lamb）认为，《乘著風》的嘻哈曲风决定了歌曲主要将吸引的是城市听众。不过，《偏锋》杂志的萨尔·钦奎马尼（Sal Cinquemani）对歌曲持负面态度，他认为这虽然是一首可以在俱乐部中获得成功的嘻哈乐风歌曲，但其风格对于蕾哈娜这样一个歌唱才华相当有限的歌手来说实在有些太过成熟。

## 上榜表现
2006年11月19日，《乘著風》刚刚在澳大利亚发行半个多月后就登上了排行榜的第24位，之后的一周里，这首歌仍然保持在第24位，并且一直在留在单曲榜上10个星期直至2007年1月21日，这天歌曲的排名是第43位。《乘著風》在新西兰一经发行就于2006年12月11日登上排行榜的第16位，并在之后一周上升到第8位。到了第三个星期下滑到了第10位，但第四个星期又上升到了第7位的最好成绩。歌曲一直在排行榜上保持了12星期后跌出了前40位单曲榜单，不过到了2007年2月26日，这首歌再度上榜，名列第37位并保持了一星期。
《乘著風》还登上了欧洲多个地区的排行榜，排名中等，于2006年11月25日首度登上荷兰的排行榜，名列第89位，并在之后一周上升到第60位，之后的六个星期里，这首歌一直在排行榜百强的较低名次中徘徊，一共在排行榜上保持了八个星期。歌曲于2006年12月16日登上了比利时法兰德斯地区的排行榜，名列第46位，第二周也保持了这个位置，第三周达到第40名的最好成绩。歌曲还于2007年1月20日重新进入排行榜中，名列第43位，之后又保持了一星期后才跌出单曲榜。《乘著風》于2006年12月9日登上比利时瓦隆地区的排行榜，名列第34位，之后一周上升到第33位，再后一周也保持了这个成绩。到第四周时达到了第26位的最好成绩。2006年12月17日，《乘著風》首度登上瑞士的排行榜，排名第42位，并且一直到七周后才跌出百强单曲榜，不过到了2007年2月11日，歌曲再度上榜，名列第95位并保持了一星期。歌曲在2006年的最后一个星期里登上了芬兰的排行榜，并且获得了第四名的好成绩。2008年10月9日，这首歌登上了意大利的单曲排行榜，名列第16位并在榜上保持了一星期，这时距单曲发行已经过了超过两年时间。在欧洲百大热门单曲排行榜上，这首歌的最高成绩是第96位。
2006年11月4日，《乘著風》登上英国单曲排行榜，排名第17位，之后一周下滑至34位，一共在前四十名排行榜上保持了两个星期。虽然这首歌没能登上美国的告示牌百强单曲榜，但成功打入了夜店舞曲榜和流行歌曲排行榜。歌曲于2007年2月3日成为夜店舞曲榜上的冠军曲目，并在排行榜上一直保持了18个星期。而在流行歌曲排行榜上，《乘著風》一度排到了第34位。

## 音乐影片

### 背景和发行
《乘著風》的音樂影片于2006年8月在迈阿密和佛羅里達礁島群拍摄。由执导蕾哈娜前一首单曲《罪爱》的安东尼·曼德勒再次操刀。在接受音樂電視網的科瑞·莫斯采访时，蕾哈娜解释了这段影片灵感背后的概念。她说：“我们希望能与我的同龄人们重新联系起来，让他们知道，我还是个十几岁的孩子，我还有朋友，但也有一些挑衅的意味。《求救讯号》和《罪爱》的概念非常外向，所以我们打算收敛一点。我和舞者们都感到很兴奋。”她接下来继续谈判了有关舞蹈的编排：“我（在影片里）有跳舞，像是种技术性的舞蹈，这很有挑战性……一般需要学上好几年，但我们只花了几天就完成了，而且拍出来的效果很好。”这段影片于2006年9月18日在爱尔兰开始通过ITunes提供下载，2006年9月20日起开始在美国提供下载。

### 内容简介
影片开场时，蕾哈娜正朝自己的车走去，这时她的手机响了，蕾哈娜接通电话，与一位男性友人交谈，大概是她的男友。她告诉对方，自己去见他前还有事要办然后挂断了。镜头接下来切入黑幕，等到蕾哈娜开车经过一座位于佛羅里達礁島群的桥时，歌曲开始了。在首段歌词的演绎过程中，影片交切展现了蕾哈娜的多个镜头，包括一个她执掌汽车方向盘的特写镜头以及沿海滩漫步，身穿黑色礼服在白色背景前跳舞的镜头。歌词中倾诉了她的男友是如何背着自己与别的女孩见面的。第一段副歌中有一个镜头显示蕾哈娜在夜总会与一名男子共舞，歌词第二段的镜头包括蕾哈娜躺在海滩边，并且在水中嬉戏，还有身穿蕾丝礼服与一名男性舞者在白色背景前共舞的部分。
第二段副歌中出现了蕾哈娜与朋友见面，一起在餐馆吃饭并到街上散步。蕾哈娜唱到忘记一段失败恋情的不易时，镜头显示她在一次聚会上用电话与前男友交谈，最后决定两人的关系值得挽救并同意去见对方，歌词中则相应唱道：（大意：只能怪你自己，因为你搞砸了/我忘不了你是怎么做到的，我亲爱的宝贝/这个游戏现在该结束了/但不知怎么的就是想要相信，你和我/我们终究会快乐地生活在一起。）歌曲进入最后一次合唱段落时，镜头显示蕾哈娜亲密地与男友在一起并且跳舞，并交切显示影片中的其他场景。影片的最后一个镜头是蕾哈娜站在白色背景前的特写，音乐结束时，她将头转向另一面看向远方，镜头逐渐移开淡出。

## 格式和曲目列表
- 专辑版本[30]

1. 《乘著風》——3:56

- 迷你专辑[7]

1. 《乘著風》（混音版）——3:56
2. 《罪爱》——6:55

## 创作团队
录制
- 纽约州纽约市电池工作室（Battery Studios）；纽约州布朗克斯维尔阁楼录音工作室（The Loft Recording Studios）；圣菲利普区蓝波工作室（Blue Wave Studio）；伊利诺伊州芝加哥合页工作室（Hinge Studios）

主创
- 歌曲创作：马凯巴·里迪克、米克尔·S·埃里克森和托尔·埃里克·赫尔曼森
- 制作：
- 声乐工程和录音：米克尔·S·埃里克森、阿尔·汉伯格（Al Hemberger）和詹姆斯·奥沃特（James Auwarter）
- 混音：菲尔·谭（Phil Tan）
- 声乐制作：埃文·罗杰斯（Evan Rogers）和卡尔·斯特肯（Carl Sturken）
- 器乐：米克尔·S·埃里克森和托尔·埃里克·赫尔曼森
- 人声和背景人声：蕾哈娜

创作团队信息来源于Def Jam唱片公司的唱片《娜妹天下》注释说明。

## 排行榜
| 2006年排行榜                               | 最高 排名 |
| 澳大利亚（ARIA）                           | 24        |
| 比利时（法兰德斯）                         | 40        |
| 比利时（瓦隆）                             | 26        |
| 芬兰（芬兰官方排名）                       | 4         |
| 德国（媒体主控排行榜）                     | 45        |
| 爱尔兰（单曲排行榜）                       | 17        |
| 荷兰（Dutch Top 40）                       | 60        |
| 新西兰（RIANZ）                                 | 8         |
| 斯洛伐克（電台百強單曲榜）                 | 14        |
| 瑞士（瑞士排行榜）                         | 42        |
| 英国单曲榜                                 | 17        |
| 美国告示牌单曲榜第101至125位（《告示牌》） | 107       |
| 美国流行歌曲榜（《告示牌》）               | 34        |

| 2007年排行榜                 | 最高 排名 |
| 美国夜店舞曲榜（《告示牌》） | 1         |

| 2008年排行榜   | 最高 排名 |
| 意大利（FIMI） | 16        |

## 广播电台发行
| 国家     | 日期           | 格式                 | 唱片公司        |
| 美国     | 2006年8月21日  | 当代流行音乐类型电台 | Def Jam唱片公司 |
| 美国     | 2006年8月21日  | 现代节奏             | Def Jam唱片公司 |
| 英国     | 2006年10月26日 | CD                   | 水星            |
| 澳大利亚 | 2006年10月30日 | 数字EP               | 环球音乐        |
| 德国     | 2006年11月11日 | CD                   | Def Jam唱片公司 |